# Willie May
William Lee „Willie” May (ur. 11 listopada 1936 w Knoxville w stanie Alabama, zm. 28 marca 2012) – amerykański lekkoatleta płotkarz, wicemistrz olimpijski z 1960.
Specjalizował się w biegu na 110 metrów przez płotki. Na igrzyskach olimpijskich w 1960 w Rzymie zdobył srebrny medal w tej konkurencji, przegrywając jedynie ze swym rodakiem Lee Calhounem, a przed trzecim Amerykaninem Hayesem Jonesem.
Zdobył srebrny medal na tym samym dystansie podczas igrzysk panamerykańskich w 1963 w São Paulo za innym Amerykaninem Blaine Lindgrenem.
Później pracował jako trener lekkoatletyczny w Evanston.
Rekordy życiowe Maya:
- bieg na 110 metrów przez płotki – 13,4 (1960)[1]

Zmarł w marcu 2012 na amyloidozę.